# ريتشارد شابمان ويلدون
ريتشارد شابمان ويلدون هو سياسي كندي، ولد في 19 يناير 1849 في ساسكس ‏ في كندا، وتوفي في 26 نوفمبر 1925 في دارتموث في كندا. نشط حزبياً في حزب كندا المحافظ. وقد انتخب عضو مجلس العموم الكندي.